# Auriac (Corrèze)
Pour les articles homonymes, voir Auriac.
Pour l’article ayant un titre homophone, voir Aurillac.
Auriac (Auriac en occitan prononcé [ɔwˈrja]) est une commune française du département de la Corrèze en région Nouvelle-Aquitaine.

## Géographie
Commune du Massif central située sur la rive gauche de la Dordogne, à 600 mètres d'altitude.

### Communes limitrophes
Les communes limitrophes sont  Bassignac-le-Haut, Darazac, Laval-sur-Luzège, Rilhac-Xaintrie, Saint-Julien-aux-Bois, Saint-Merd-de-Lapleau et Soursac.

### Hameaux
Anjoux, Auliange, Aulianges, Aurillange, Aurillauges, Bel-Air, la Bouldoire, la Boule-Blanche, les Brousses, Chadirac, Chambelat, le Chambon, les Chances, Château-Trompette, les Cheyrolles, la Combe, le Coudert, Coujouls, Croix-de-Coujouls, Croix-de-Job, Croix-de-l'Arbre, Dezejouls, Encoucharierre, Entre-deux-Ruisseaux, le Flancheix, Groussac, Job, Lachaux, Lacombe, Lalo, Longuechaux, le Mons, Moulin-de-Job, Moulin-de-Vezat, Orliange, Orlianges, Peuch-de-Job, les Queues, Redenat, Rigieix, le Roffy, Selves, Valette, la Vedrenne, Verchapie, Vialore.

### Climat
Pour des articles plus généraux, voir Climat de la Nouvelle-Aquitaine et Climat de la Corrèze.
Historiquement, la commune est exposée à un climat montagnard.  
En 2020, Météo-France publie une typologie des climats de la France métropolitaine dans laquelle la commune est exposée à un climat de montagne et est dans la région climatique Ouest et nord-ouest du Massif Central, caractérisée par une pluviométrie annuelle de 900 à 1 500 mm, maximale en automne et en hiver.
Pour la période 1971-2000, la température annuelle moyenne est de 10,7 °C, avec  une amplitude thermique annuelle de 15,2 °C. Le cumul annuel moyen de précipitations est de 1 448 mm, avec 11,3 jours de précipitations en janvier et 8,1 jours en juillet. Pour la période 1991-2020, la température moyenne annuelle observée sur la station météorologique la plus proche, située sur la commune de Saint-Privat à 8 km à vol d'oiseau, est de 10,7 °C et le cumul annuel moyen de précipitations est de 1 324,6 mm,. Pour l'avenir, les paramètres climatiques de la commune estimés pour 2050 selon différents scénarios d’émission de gaz à effet de serre sont consultables sur un site dédié publié par Météo-France en novembre 2022.

## Urbanisme

### Typologie
Au 1er janvier 2024, Auriac est catégorisée commune rurale à habitat très dispersé, selon la nouvelle grille communale de densité à 7 niveaux définie par l'Insee en 2022.
Elle est située hors unité urbaine et hors attraction des villes,.

### Occupation des sols
L'occupation des sols de la commune, telle qu'elle ressort de la base de données européenne d’occupation biophysique des sols Corine Land Cover (CLC), est marquée par l'importance des forêts et milieux semi-naturels (65,8 % en 2018), en diminution par rapport à 1990 (69,4 %). La répartition détaillée en 2018 est la suivante : 
forêts (65,8 %), prairies (29,2 %), eaux continentales (3,4 %), zones urbanisées (0,8 %), zones agricoles hétérogènes (0,8 %).
L'évolution de l’occupation des sols de la commune et de ses infrastructures peut être observée sur les différentes représentations cartographiques du territoire : la carte de Cassini (XVIIIe siècle), la carte d'état-major (1820-1866) et les cartes ou photos aériennes de l'IGN pour la période actuelle (1950 à aujourd'hui).

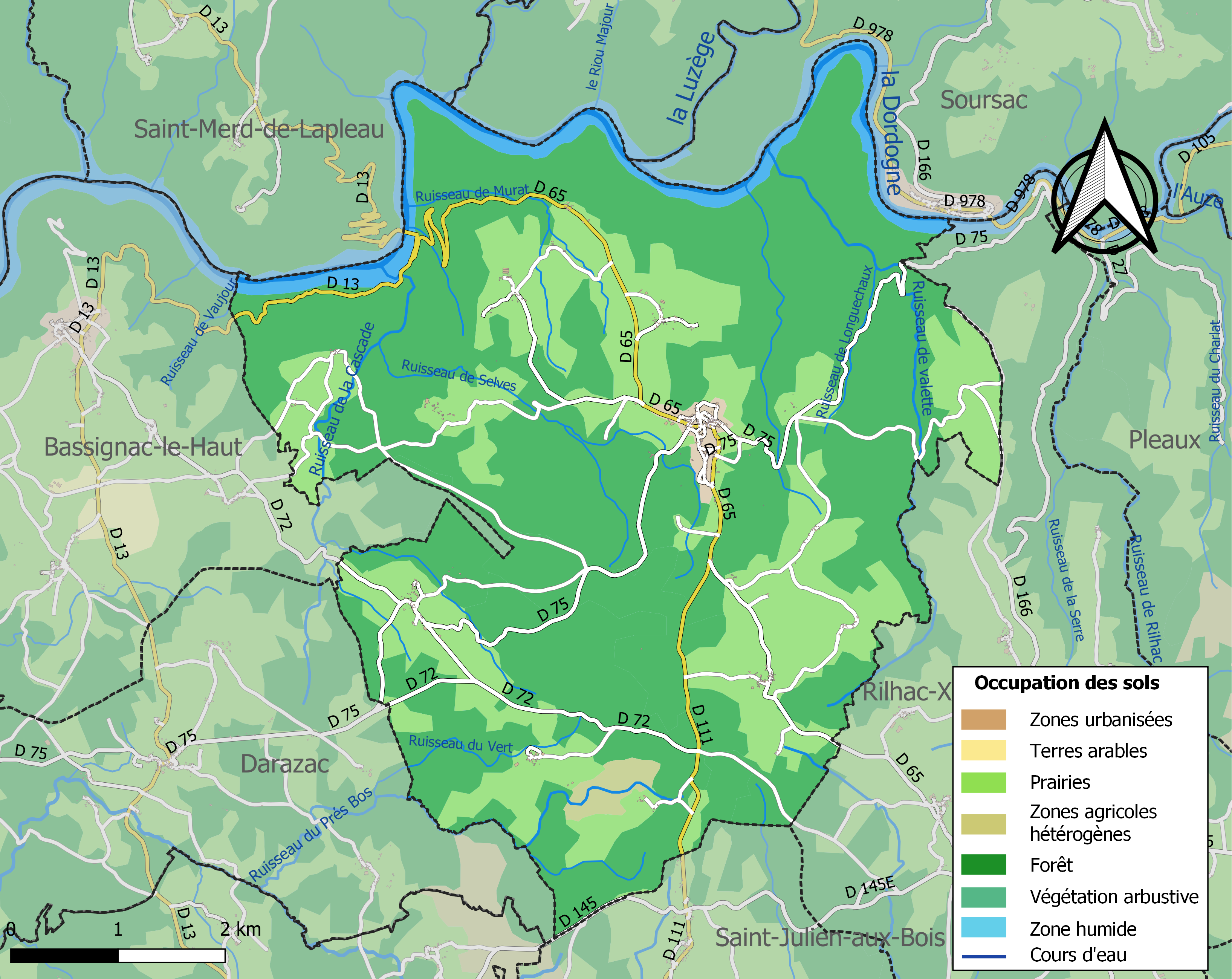
Carte des infrastructures et de l'occupation des sols de la commune en 2018 (CLC).

### Risques majeurs
Le territoire de la commune d'Auriac est vulnérable à différents aléas naturels : météorologiques (tempête, orage, neige, grand froid, canicule ou sécheresse), feux de forêts, mouvements de terrains et séisme (sismicité très faible). Il est également exposé à un risque technologique, la rupture d'un barrage, et à deux risques particuliers : le risque minier et le risque de radon. Un site publié par le BRGM permet d'évaluer simplement et rapidement les risques d'un bien localisé soit par son adresse soit par le numéro de sa parcelle.

#### Risques naturels

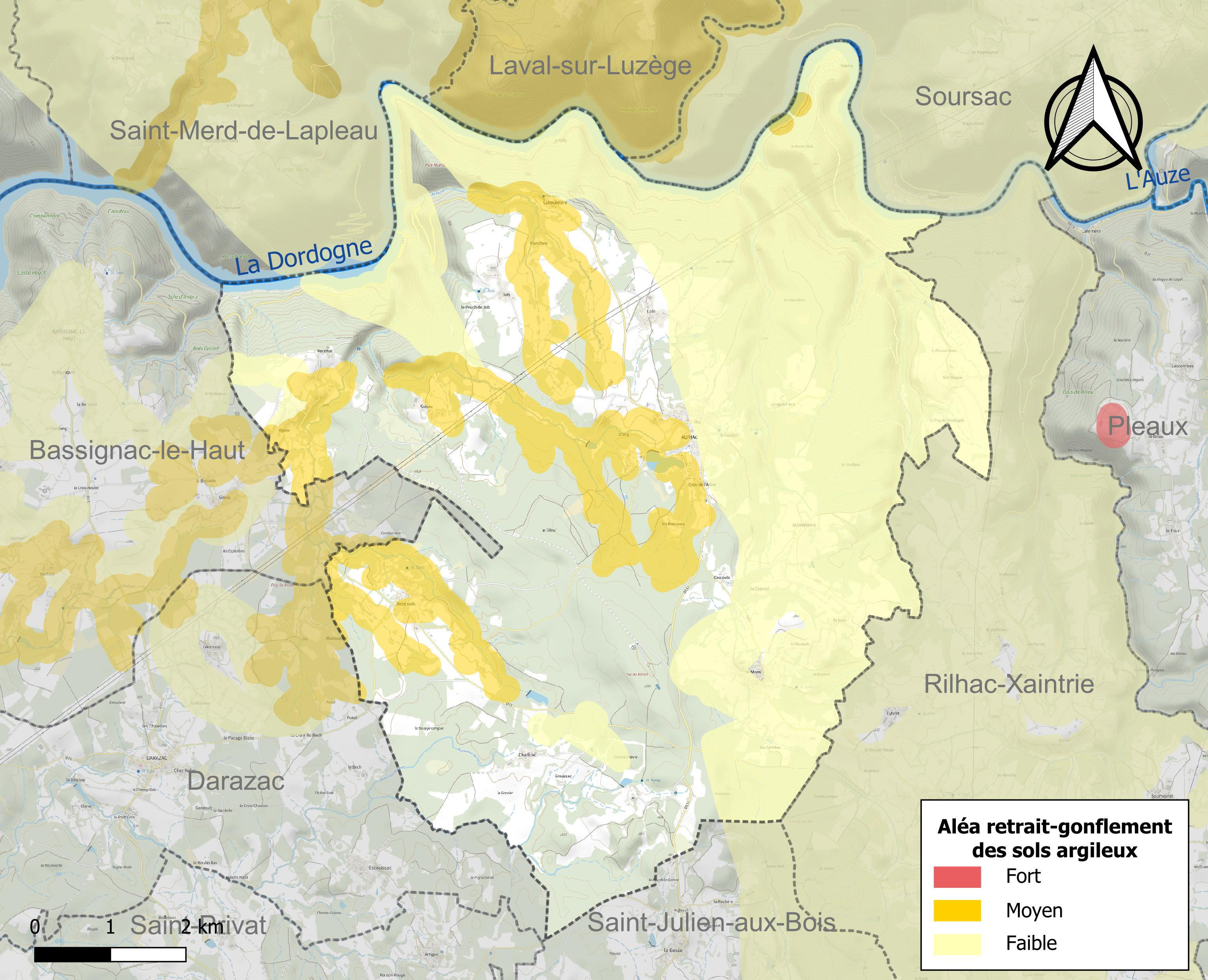
Carte des zones d'aléa retrait-gonflement des sols argileux d'Auriac.

La commune est vulnérable au risque de mouvements de terrains constitué principalement du retrait-gonflement des sols argileux. Cet aléa est susceptible d'engendrer des dommages importants aux bâtiments en cas d’alternance de périodes de sécheresse et de pluie. 15,2 % de la superficie communale est en aléa moyen ou fort (26,8 % au niveau départemental et 48,5 % au niveau national). Sur les 244 bâtiments dénombrés sur la commune en 2019,  49 sont en aléa moyen ou fort, soit 20 %, à comparer aux 36 % au niveau départemental et 54 % au niveau national. Une cartographie de l'exposition du territoire national au retrait gonflement des sols argileux est disponible sur le site du BRGM,.
Concernant les feux de forêt, aucun plan de prévention des risques incendie de forêt (PPRIF) n’a été établi en Corrèze, néanmoins le code de l’urbanisme impose la prise en compte des risques dans les documents d’urbanisme. Le périmètre des servitudes d'utilité publique et des zones d'obligation légale de débroussaillement pour les particuliers est quant à lui défini pour la commune dans une carte dédiée.
La commune a été reconnue en état de catastrophe naturelle au titre des dommages causés par les inondations et coulées de boue survenues en 1982, 1999 et 2007. Concernant les mouvements de terrains, la commune a été reconnue en état de catastrophe naturelle au titre des dommages causés par la sécheresse en 2019 et par des mouvements de terrain en 1999.

#### Risques technologiques
La commune est en outre située en aval des barrages de Bort-les-Orgues, de Marèges, de l'Aigle et de Neuvic d'Ussel, des ouvrages de classe A soumis à PPI. À ce titre elle est susceptible d’être touchée par l’onde de submersion consécutive à la rupture d'un de ces ouvrages.

#### Risques particuliers
La commune est  concernée par le risque minier, principalement lié à l’évolution des cavités souterraines laissées à l’abandon et sans entretien après l’exploitation de mines.
Dans plusieurs parties du territoire national, le radon, accumulé dans certains logements ou autres locaux, peut constituer une source significative d’exposition de la population aux rayonnements ionisants. Certaines communes du département sont concernées par le risque radon à un niveau plus ou moins élevé. Selon la classification de 2018, la commune d'Auriac est classée en zone 3, à savoir zone à potentiel radon significatif.

## Toponymie
Auriac peut provenir du latin aurum l'or suivi du suffixe -acum désignant le lieu, ou encore du nom Aurelius suivi du suffixe -acum. Auriac aurait connu les deux formes anciennes Aureus (signifiant en latin doré ou splendide), puis Auriaco en 1105.[réf. nécessaire]
D'autres sources, de tradition orale, prétendent que l'origine du nom d' Auriac viendraient de la présence d'or dans les multiples ruisseaux de la commune.[réf. nécessaire]

## Histoire
Auriac est habitée dès la Préhistoire.
Au XIIe siècle, Étienne d'Obazine et les moines cisterciens de l'abbaye d'Aubazine fondent l'abbaye de la Valette. À la suite de la mise en eau du barrage du Chastang en 1951, les bâtiments de l'abbaye sont immergés.
Au XIIIe siècle, l'abbaye bénédictine de Saint-Géraud d'Aurillac y établit un prieuré dont le prieur, qui avait droit de haute-justice, possédait un château dont il reste quelques vestiges du donjon.

## Politique et administration

### Liste des maires
| Période   | Période   | Identité       | Étiquette | Qualité                                           |
| --------- | --------- | -------------- | --------- | ------------------------------------------------- |
| mars 2001 | mars 2008 | Bernard Selves |           |                                                   |
| mars 2008 | En cours  | Nicole Bardi   | DVG       | Présidente de la CC Xaintrie Val'Dordogne (2020-) |

### Politique de développement durable
La commune a engagé une politique de développement durable en lançant une démarche d'Agenda 21 en 2009.

## Démographie
| 1793  | 1800 | 1806  | 1821  | 1831  | 1836  | 1841  | 1846  | 1851  |
| ----- | ---- | ----- | ----- | ----- | ----- | ----- | ----- | ----- |
| 1 290 | 967  | 1 127 | 1 145 | 1 277 | 1 353 | 1 302 | 1 333 | 1 385 |

| 1856  | 1861  | 1866  | 1872  | 1876  | 1881  | 1886  | 1891  | 1896 |
| ----- | ----- | ----- | ----- | ----- | ----- | ----- | ----- | ---- |
| 1 413 | 1 314 | 1 333 | 1 200 | 1 212 | 1 181 | 1 151 | 1 020 | 982  |

| 1901 | 1906 | 1911 | 1921 | 1926 | 1931 | 1936 | 1946 | 1954 |
| ---- | ---- | ---- | ---- | ---- | ---- | ---- | ---- | ---- |
| 908  | 935  | 900  | 815  | 752  | 689  | 708  | 612  | 518  |

| 1962 | 1968 | 1975 | 1982 | 1990 | 1999 | 2006 | 2008 | 2013 |
| ---- | ---- | ---- | ---- | ---- | ---- | ---- | ---- | ---- |
| 457  | 377  | 305  | 287  | 250  | 215  | 218  | 219  | 232  |

| 2018 | 2022 | - | - | - | - | - | - | - |
| ---- | ---- | - | - | - | - | - | - | - |
| 226  | 219  | - | - | - | - | - | - | - |

## Économie

### Agriculture
Les vaches de la race de Salers paissent dans les prés.

## Culture locale et patrimoine

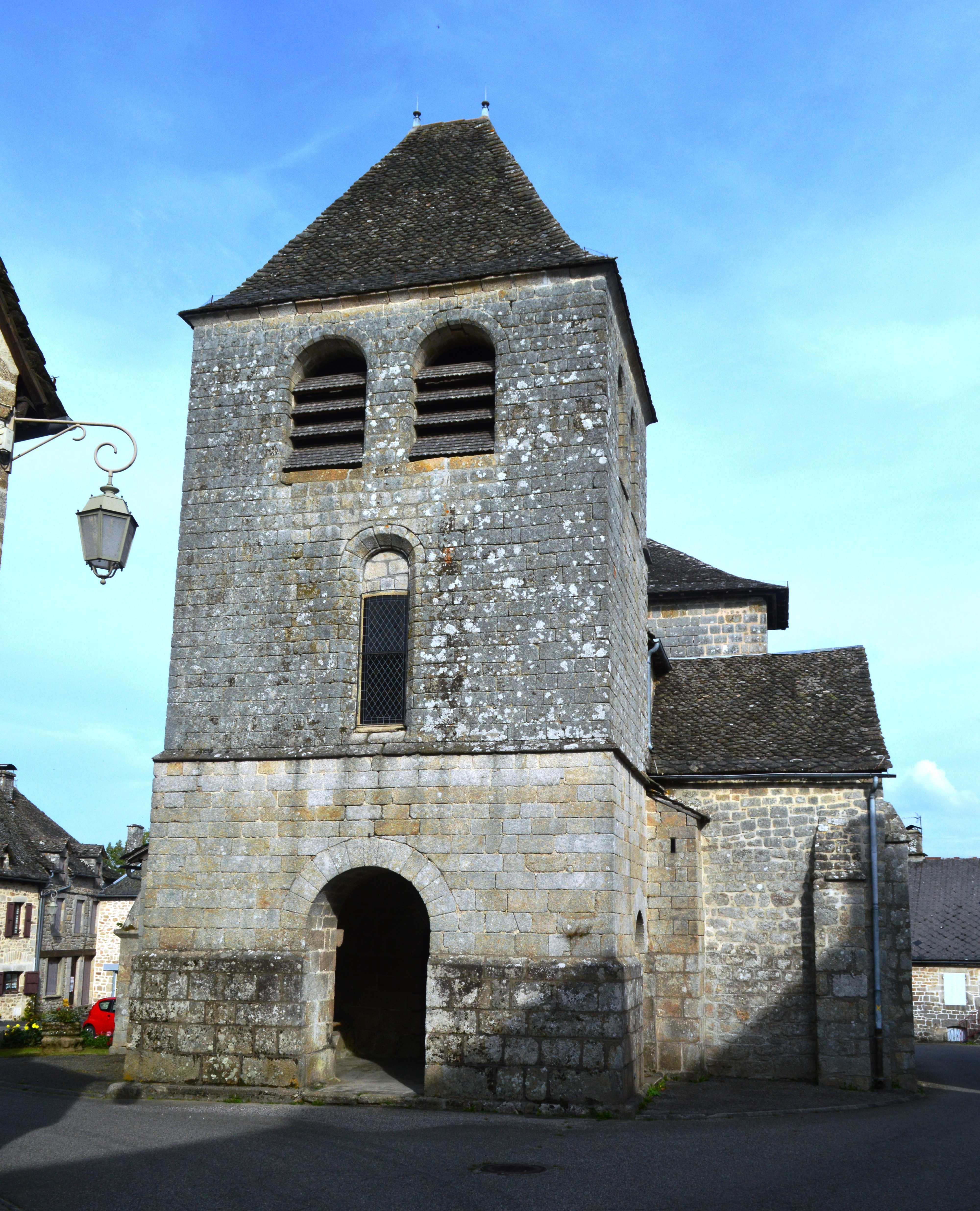
L'église Saint-Côme-Saint-Damien.

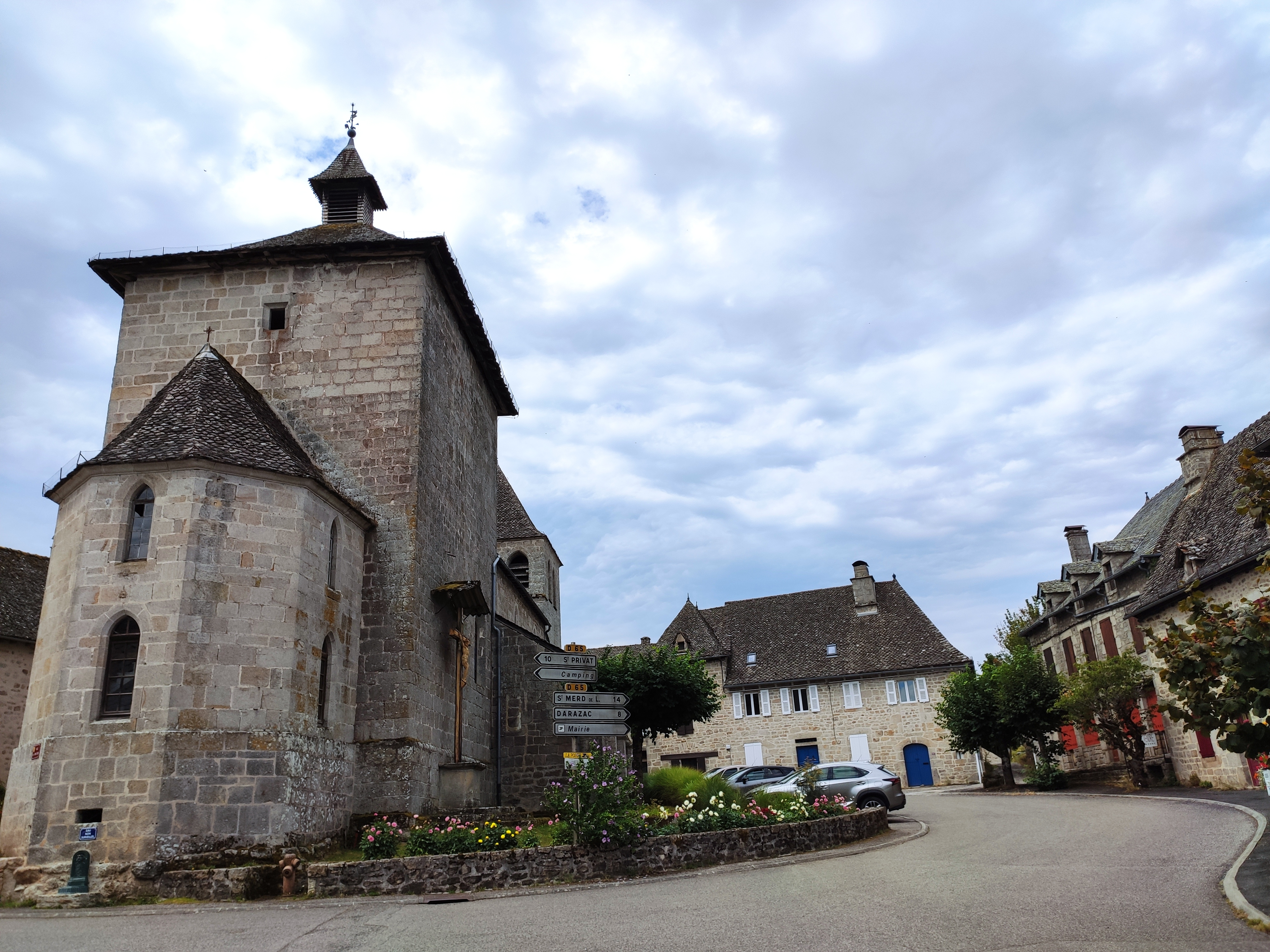
Place du village d'Auriac en Corrèze.

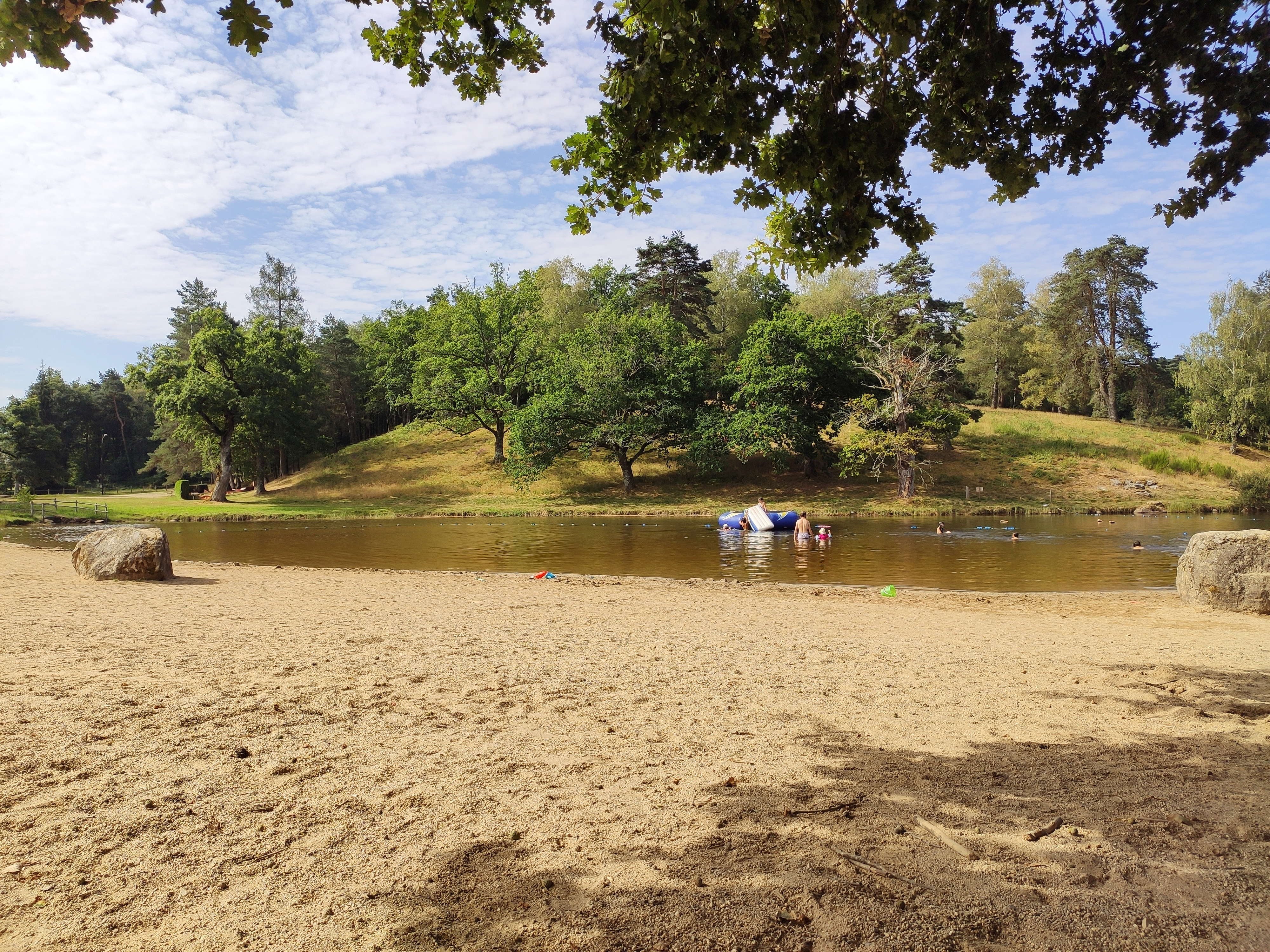
Plage du plan d'eau d'Auriac en Corrèze.

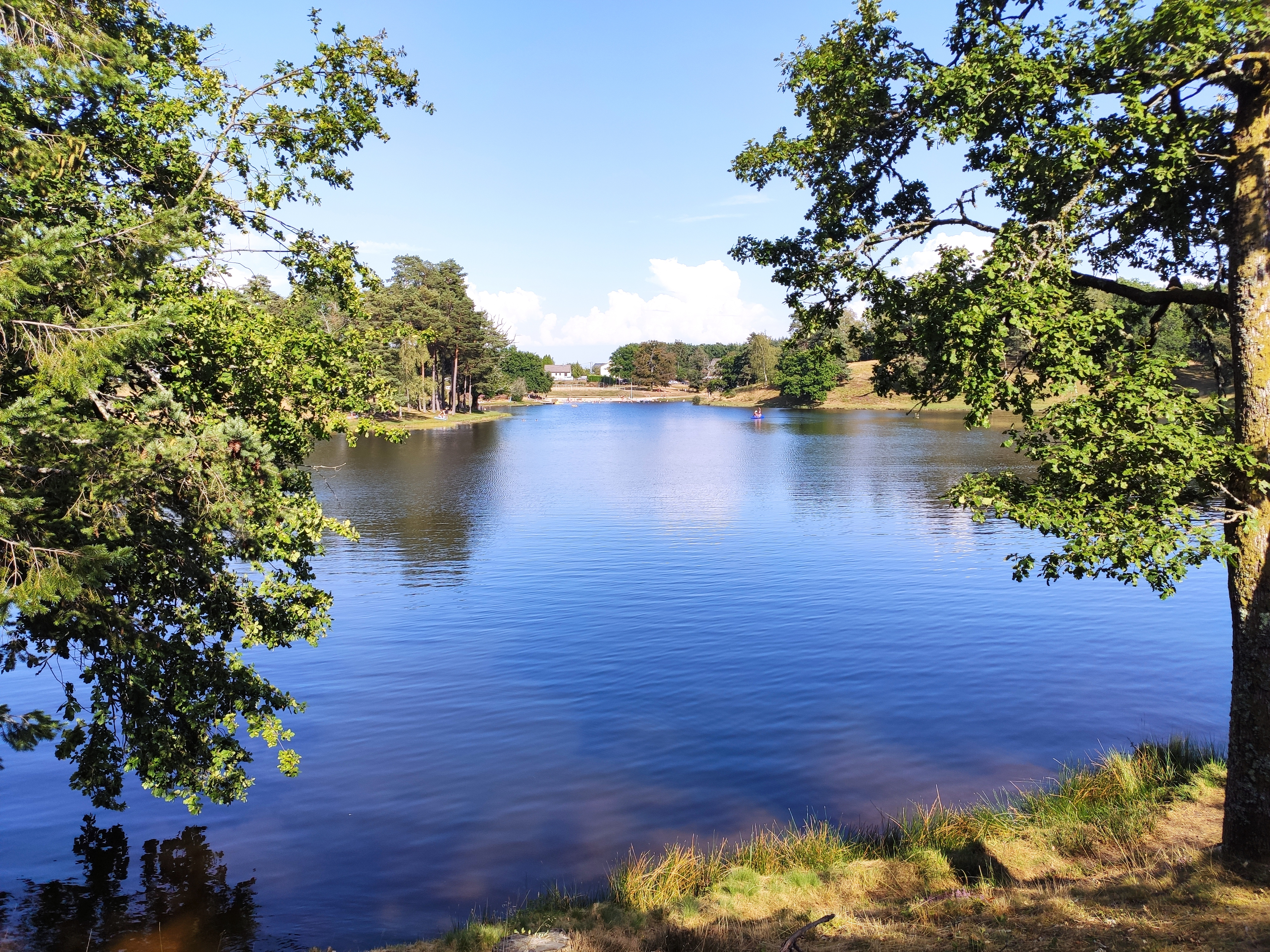
Vue du plan d'eau d'Auriac en Corrèze.

### Lieux et monuments
- L'église Saint-Côme-Saint-Damien d'Auriac des XVe siècle-XVIe siècle. L'édifice a été inscrit au titre des monuments historique en 1969[29].
- Les vestiges de l'abbaye de la Valette datant du XIIe siècle, noyée dans la retenue du barrage du Chastang.
- La chapelle du Puy du Bassin (altitude de 707 m).

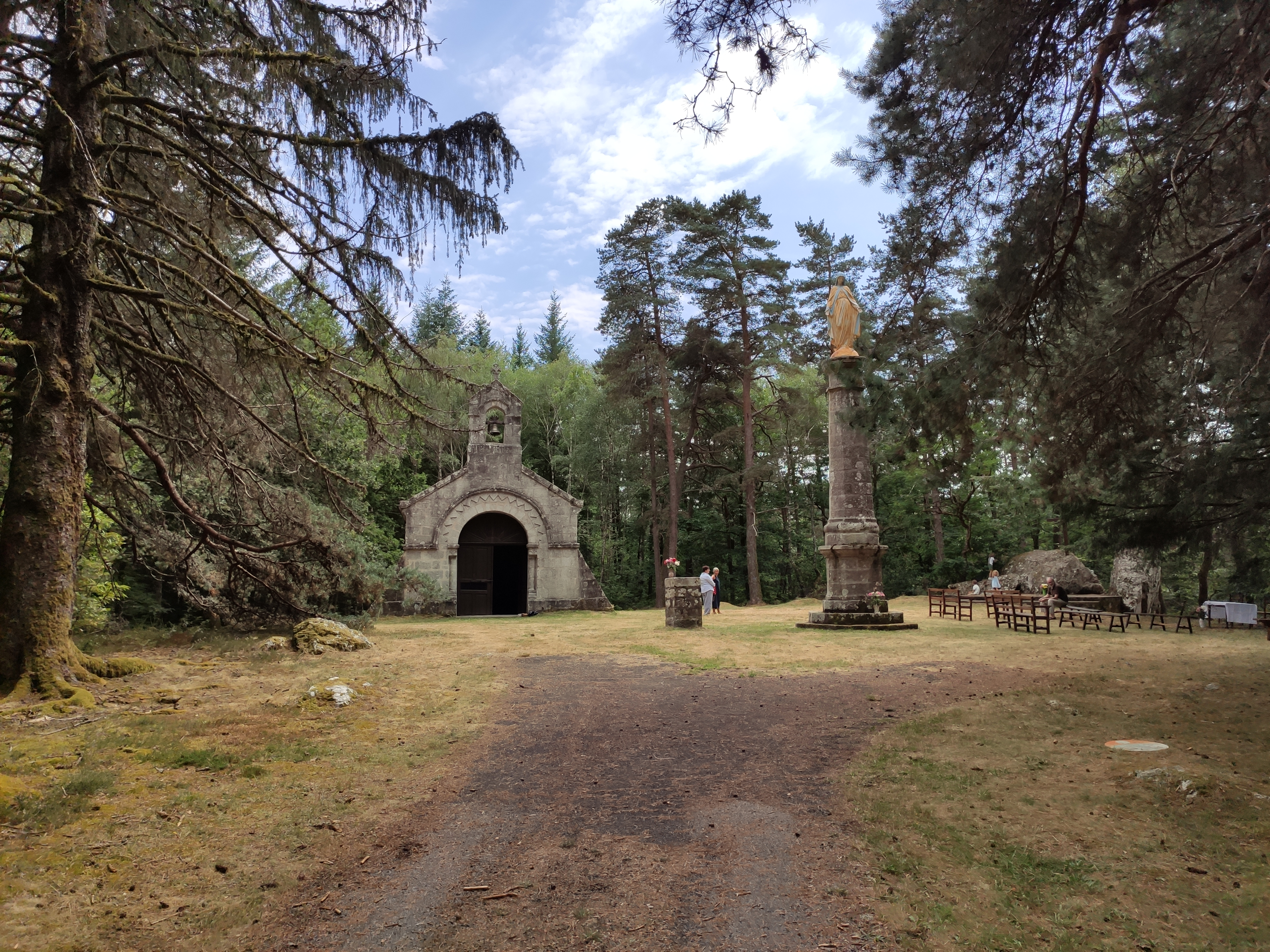
Chapelle du Puy-du-Bassin à Auriac en Corrèze.

- La chapelle de Dézéjouls du XIXe siècle.
- La chapelle Notre-Dame-de-Chastres de Cours du XIXe siècle.
- La croix de chemin en granit du XVe siècle.
- La croix monumentale de granit du XIXe siècle.
- Le Tumulus du Puy-de-Valette.
- Le Menhir de Selves.
- La Maison avec reste de donjon, ancienne demeure du prieur.
- Le monument aux morts, surmonté de la statue du Poilu au repos, réalisée par Étienne Camus.
- Les Jardins de Sothys, ou Jardins Sothys, sont labellisés Jardin remarquable[30] depuis 2018[31].
- La vallée de la Dordogne.
- Le confluent de la Luzège.
- Le panorama au Puy-du-Bassin.
- La cascade de Redenat.
- Le camping avec plan d'eau artificiel.
- Le sentier d'interprétation du patrimoine naturel et bâti existant depuis 2013 qui permet de découvrir le point culminant de la Xaintrie au Puy du Bassin, le centre bourg ainsi que le plan d'eau[32].

### Personnalités liées à la commune
- Denis Tillinac, écrivain et ami de Jacques Chirac, fils de l'ancien maire de la commune Roger Tillinac, partage sa vie entre Auriac et Paris[33].
- Guy Bernard, président du club de la pendule, a passé ses vacances d'été dans la commune dans les années 80/90.
- Saint Berchaire, né vers 620, noble et abbé du Moyen Âge, a séjourné dans la commune.

### Héraldique
| Blason de Auriac | Blason  | D'or au lion de gueules.                         |
| Blason de Auriac | Détails | Le statut officiel du blason reste à déterminer. |

### Radiophonie
La commune d'Auriac accueillit en 1978-79 la première (et probablement unique) radio locale éphémère, dérogatoire au Monopole de la Radiodiffusion. A l'initiative d'Alain Cassard, responsable à l'INA, originaire de la commune, et de Roger Tillinac, maire à l'époque d'Auriac, la radio pris le nom de « Tamtam - Cantou ». Animée par de jeunes cadres Africains, elle permit de mobiliser la commune par la réactualisation des anciennes "veillées" et de recueillir un patrimoine exceptionnel d’interviews et de récits des habitants de la commune. Ses archives sont déposées sous forme de cassettes audio consultables à la mairie d'Auriac et aux archives départementales de la Corrèze. Un documentaire vidéo rétrospectif a été réalisé en 2012-13 par Clémentine Cassard pour le compte d'INA-SUP.
Pierre Clavel fut un des acteurs locaux essentiels du succès de cette opération méconnue rendue possible par l'aide apportée par Jacques Chirac, pour l'obtention d'un émetteur et l'autorisation d'émettre.